# Bakshi Ghulam Mohammad
Bakshi Ghulam Mohammad (10 de julio de 1907-15 de julio de 1972) fue un maestro y político proveniente de la India británica.  

## Biografía
Estudió en Tyndale Biscoe College y comenzó luego una carrera de maestro en áreas remotas de Jammu y Cachemira. 
En 1927 se incorporó a la agitación civil del Sheik Mohammed Abdullah para las reivindicaciones de un estado musulmán. En 1947 fue designado primer ministro adjunto del régimen del Sheik Mohammed Abdullah, pasando a ser primer ministro en propiedad en 1953. Demostró ser un administrador capaz, recordado como “el arquitecto de la Cachemira moderna” por su trabajo constructivo en el estado himalayo.
Tras un largo gobierno decidió dimitir, siendo su renuncia rechazada en primera instancia por Sri Pandit Jawaharlal Nehru, hasta que en definitiva se dio al retiro político. En 1964 sin embargo dirigió la oposición contra el primer ministro Ghulam Mohammed Sadiq. En 1967 accedió al Congreso Nacional. 
Falleció en Nueva Delhi, en 1972.
| Predecesor: Sheik Mohammed Abdullah | Primer ministro de Jammu y Cachemira 1953-1963 | Sucesor: Khwaja Shamsuddin |

- Datos: Q4849562